# Carlo Marinelli
Carlo Marinelli (Roma, 13 dicembre 1926 – Roma, 5 dicembre 2022) è stato un musicologo e critico musicale italiano.

## Biografia
Si laureò in Lettere nel 1948 all’Università di Roma. Si specializzò nella critica discografica, della quale fu uno dei fondatori in Italia, e fu docente di Storia della Musica presso l’Università dell’Aquila e presso il Conservatorio Alfredo Casella dell’Aquila. Dal 1998 al 2002 ricoprì, primo in Italia, l’incarico di professore di Discografia e Videografia Musicale presso il DAMS (corso di laurea in Discipline delle Arti, della Musica e dello Spettacolo) di Bologna.
Come critico musicale scrisse per diversi quotidiani e periodici. Nel 1950 iniziò l’opera di schedatura che diede forma alla monumentale Opera Discography Enciclopaedia (ODE), la cui pubblicazione in rete ebbe inizio nel 2004, primo e sinora unico tentativo sistematico di catalogazione delle opere liriche e del teatro musicale pubblicate su disco dalle origini a oggi.
Fondò e diresse dal 1952 al 1959 la rivista di informazione e critica discologica Microsolco.  Collaborò, nel corso degli anni ’60, con il Terzo programma della RAI nella realizzazione di trasmissioni riguardanti le sonate sacre e profane di J. S. Bach. Fu membro del Comitato direttivo di Nuova Consonanza e fondatore del Gruppo di Ricerca e Sperimentazione Musicale di Roma.
Fece parte dei Consigli di amministrazione del Teatro dell’Opera di Roma e del Teatro alla Scala di Milano. Fu componente di numerose giurie internazionali, tra cui Opera Screen 1 (Helsinki 1991), il concorso Toti Dal Monte di Treviso e il Premio radiofonico per la musica antica di Innsbruck (1993).
Nel 1984, assieme a Paola Bernardi, Egisto Macchi ed Ennio Morricone, fondò l'IRTEM, Istituto di ricerca per il teatro musicale, del quale fu presidente. Fu membro del Board dell’IMZ (Internationales Musik Zentrum) per il triennio 1992-1995. Fu Segretario Nazionale e poi Presidente, fino al 1990, del Sindacato Musicisti Italiani. Fu membro del Comitato Direttivo dell’ADUIM (Associazione fra Docenti Universitari Italiani di Musica). Fu Presidente dell’AIASA (Associazione Italiana Archivi Sonori e Audiovisivi). Fu Chairman del Discography Committee della IASA (International Association for Sound and Audiovisual Archives), di cui divenne, unico italiano, uno dei quattro Soci onorari (2002).  Fu membro di diverse associazioni internazionali fra detentori di archivi sonori, fra cui l’ARSC (Association for recorded sound collections).
Nel 2004 fu eletto Accademico effettivo di Santa Cecilia.
Si interessò anche di analisi dei risultati elettorali, fornendo un contributo di studio del comportamento elettorale nel Mezzogiorno d’Italia nei primi anni ’60 del secolo scorso.

## Opere, articoli e interventi (elenco parziale)
- “Discografia strawinskiana”, da “La Rassegna Musicale” n. 3, Luglio 1952
- “Universalità e pienezza di Mozart”, da “La Rassegna Musicale” n. 4, ottobre 1953
- “Discografia rossiniana”, da “La Rassegna Musicale” n. 3, Luglio-Settembre 1954
- “I mezzi di registrazione meccanica e la cultura musicale, Conferenza di Carlo Marinelli del 30 dicembre 1954 presso l’Accademia Nazionale di Santa Cecilia”, Accademia Nazionale di Santa Cecilia, Roma
- Recensioni dischi: Rossini, Walton, Weill. Da “La Rassegna Musicale”, anno ventiseiesimo, n.2, aprile 1956
- Recensione dischi: Rossini, Glinka, Reger. Da “La Rassegna Musicale”, anno ventiseiesimo, n. 4, ottobre 1956
- La musica strumentale da camera di Goffredo Petrassi, Firenze, Olschki, 1957
- “Discografia ragionata”, da “Terzo programma”, le trasmissioni del terzo programma per il secondo trimestre 1958,ERI, Edizioni Radio Italiana, Torino 1958
- “Romanticismo di Prokofiev”, da “La Rassegna Musicale” anno ventinovesimo, n. 2, Torino, Einaudi, 1959
- “Discografia – Appendice di aggiornamento alla discografia”, da Gustave Reese, “la musica nel medioevo” Firenze, Sansoni 1960
- “Discografia wagneriana”, da “La Rassegna Musicale” n. 3, 1961
- Dischi, recensione, da La Rassegna musicale, anno trentunesimo, numero uno, 1961
- Il convegno “Per un rinnovamento della vita musicale italiana, Roma 11-12 febbraio 1961, Ridotto del Teatro Eliseo e Accademia Filarmonica Romana”, da La Rassegna Musicale, anno trentunesimo, numero uno, 1961
- “Tecnica, stile e linguaggio”, da “La Rassegna Musicale” n. 2, Torino, Einaudi 1961
- “La musica e il suo pubblico”, dalla rivista “Nuova Antologia” n. 1943, Roma, novembre 1962
- “Tre opere di Verdi”, dalla rivista “Nuova Antologia” n. 1952 – anno 1963
- Recensioni (Brahms, Charpentier), da Discoclub anno III dic. 1964 – genn.1965
- “Il Roberto Devereux di Donizetti”, dalla rivista “Nuova Antologia” n. 1985, Roma, maggio 1966
- “Le Cantate profane di J.S. Bach”, da “Terzo Programma, Quaderni trimestrali”, n. 4, Torino, ERI, 1966
- “La dotazione di dischi per il conservatorio”, da: “I Sussidi Didattici dei Conservatori di Musica”, documento conclusivo del Convegno Nazionale di Studio, Milano 2-7 giugno 1965, Roma 1967
- “XXII Sagra Musicale Umbra”, Firenze, Olschki, 1967
- “La discografia Rossiniana”, Bollettino del Centro Rossiniano di Studi a cura della Fondazione Rossini, anno 1968 NN.4-5-6, Pesaro 1968
- “Ricordando Charles Gounod”, da Chigiana, vol. XXV – Nuova serie, 5 – Anno 1968
- “Karlheinz Stockhausen alla Sala dei Concerti di Santa Cecilia a Roma”, dalla rivista  “Nuova Antologia” n. 2006, Roma,  febbraio 1968
- Voce “Discografia”, da Dizionario La Musica, vol. II, parte prima, Torino, UTET, 1968
- “La musica strumentale nel repertorio discografico”, Venezia “Primo meeting internazionale del disco” Settembre – ottobre 1968, da “Discoteca – Hi-Fi” Novembre – dicembre 1968 n. 85/86
- Interventi al Convegno Nazionale per la riforma dei conservatori di musica (Pesaro, Conservatorio G. Rossini, 13 – 15 giugno 1968. Da “Bollettino del sindacato musicisti italiani” anno VI n. 3 – 4, settembre – dicembre 1968
- Recensioni varie dalla rubrica “I Dischi”, da Nuova Rivista Musicale Italiana, Torino, ERI
- “Due convegni: Fiesole (9-11 maggio) e Bologna (12-13 giugno)”, dalla rivista “Nuova Antologia” n. 2024, Roma, agosto 1969
- “XXVI Settimana musicale senese”, dalla rivista “Nuova Antologia” n. 2026, Roma, ottobre 1969
- “Il XXXII Festival internazionale di musica contemporanea (Venezia, 7-14 settembre 1969)”, dalla rivista “Nuova Antologia” n. 2027, Roma, Novembre 1969
- “Nino Medin”, da Bollettino del sindacato musicisti italiani, anno VII n. 3, Roma, settembre 1969
- “XXIV Sagra Musicale Umbra (24 settembre – 2 ottobre 1969)”, dalla rivista “Nuova Antologia” n. 2028, Roma, dicembre 1969
- “Inizio di stagione a Roma”, rubrica Rassegna d’arte – musica, dalla rivista “Nuova Antologia n. 2029, Roma, gennaio 1970
- “Il centenario di Mercadante”, “Il XIII Festival dei due mondi”, “ La XXVII Settimana Musicale Senese”, dalla rivista “Nuova Antologia” n. 2037, Roma, Settembre 1970
- Il Conte Ory, pubblicazione del Teatro dell’Opera, Roma, 1970
- “Discussione”, dagli Atti del Convegno Nazionale indetto dalla Società Italiana degli Autori ed Editori sul tema: “l’Educazione musicale nella società italiana”, 15-16 maggio 1970
- «Lettura di Messiaen», in Giorgio Pestelli (a cura di), Aspetti della musica d'oggi (Quaderni della Rassegna musicale, 5), Torino, Einaudi 1972
- Intervento al Convegno di studi sul teatro elisabettiano (Vicenza, 25-26 marzo 1972), da Atti del Convegno di studi sul teatro elisabettiano, Vicenza, Accademia Olimpica, 1973
- Cronache di musica contemporanea, Caltanissetta, Edizioni Salvatore Sciascia, 1974
- “L’opera cèca – l’opera russa – l’opera negli altri paesi dell’Europa orientale (Polonia e Ungheria)”, in Storia dell’opera, Torino, UTET 1977
- Opere in disco, da Monteverdi a Berg – discografie di 25 Opere e di 3 Balletti, Firenze, La Nuova Italia, 1982
- “Prolegomeni ad una nuova disciplina scientifica: Discografia e videografia musicale”, in Norme con ironie, Scritti per i settant’anni di Ennio Morricone, Ed. Suvini Zerboni, Milano 1998
- Voci correlate

- Accademia Nazionale di Santa Cecilia
- Istituto di Ricerca per il Teatro Musicale